# Heinz Schilchegger
Heinz Schilchegger (Radstadt, 16 ottobre 1973) è un ex sciatore alpino austriaco.

## Biografia

### Stagioni 1991-2000
Specialista delle prove tecniche nato a Radstadt e originario di Obertauern, Heinz Schilchegger debuttò nel Circo bianco ai Mondiali juniores di Geilo/Hemsedal 1991 ottenendo come miglior risultato il 25º posto nello slalom speciale. Il 5 dicembre 1994, sullo stesso tracciato e nella stessa specialità, disputò la sua prima gara in Coppa Europa, giungendo 24º.
Il 14 gennaio 1996 esordì in Coppa del Mondo a Kitzbühel, non riuscendo a qualificarsi per la seconda manche dello slalom speciale in programma. Il 15 febbraio successivo colse a Sankt Johann in Tirol in slalom gigante la sua prima vittoria, nonché primo podio, in Coppa Europa e al termine di quella stagione risultò 2º nella classifica di slalom gigante del trofeo continentale. Sempre in Coppa Europa l'anno dopo vinse la classifica di slalom gigante e si piazzò 3º in quella generale. Conquistò il suo primo podio in Coppa del Mondo il 25 ottobre 1998 sul ghiacciaio di Sölden piazzandosi 3º in slalom gigante, alle spalle dei compagni di squadra Hermann Maier e Stephan Eberharter; il 19 marzo 2000 ottenne a See in slalom speciale l'ultima vittoria, nonché ultimo podio, in Coppa Europa.

### Stagioni 2001-2004
Il 19 novembre 2000 si aggiudicò l'unico successo di carriera in Coppa del Mondo, vincendo lo slalom speciale disputato sul tracciato di Park City; nella stessa stagione esordì ai Campionati mondiali, classificandosi 6º nello slalom gigante e 4º nello slalom speciale della rassegna iridata di Sankt Anton am Arlberg, e si piazzò al 2º posto nella Coppa del Mondo di slalom speciale superato dal vincitore, il suo connazionale Benjamin Raich, di 131 punti. Nello stesso anno, in dicembre sulle nevi di Val-d'Isère, mentre disputava uno slalom gigante si procurò la rottura del legamenti del ginocchio sinistro.
Ai Mondiali di Sankt Moritz 2003, sua ultima presenza iridata, non concluse la prova di slalom speciale. Il 7 febbraio 2004 ad Adelboden salì per l'ultima volta in carriera sul podio in Coppa del Mondo, classificandosi 3º nello slalom gigante della Chuenisbärgli; si ritirò dalle competizioni al termine della stagione 2003-2004 e la sua ultima gara in carriera fu lo slalom speciale di Coppa del Mondo disputato il 14 marzo a Sestriere, chiuso da Schilchegger al 18º posto.

## Palmarès

### Coppa del Mondo
- Miglior piazzamento in classifica generale: 6º nel 2001
- 11 podi (6 in slalom gigante, 5 in slalom speciale):
  - 1 vittoria (in slalom speciale)
  - 5 secondi posti
  - 5 terzi posti

#### Coppa del Mondo - vittorie
| Data             | Località  | Paese       | Specialità |
| ---------------- | --------- | ----------- | ---------- |
| 19 novembre 2000 | Park City | Stati Uniti | SL         |

Legenda:

SL = slalom speciale

### Coppa Europa
- Miglior piazzamento in classifica generale: 3º nel 1997[1]
- Vincitore della classifica di slalom gigante nel 1997
- 13 podi:
  - 7 vittorie
  - 3 secondi posti
  - 3 terzi posti

#### Coppa Europa - vittorie
| Data             | Località              | Paese    | Specialità |
| ---------------- | --------------------- | -------- | ---------- |
| 15 febbraio 1996 | Sankt Johann in Tirol | Austria  | GS         |
| 5 marzo 1996     | Champoluc             | Italia   | GS         |
| 5 dicembre 1996  | Valloire              | Francia  | GS         |
| 6 dicembre 1996  | Valloire              | Francia  | GS         |
| 8 gennaio 1997   | Kranjska Gora         | Slovenia | GS         |
| 11 febbraio 1997 | Sella Nevea           | Italia   | GS         |
| 19 marzo 2000    | See                   | Austria  | SL         |

Legenda:

GS = slalom gigante

SL = slalom speciale

### Campionati austriaci
- 2 medaglie[1]:
  - 1 argento (slalom gigante nel 2000)
  - 1 bronzo (slalom gigante nel 1997)

### Campionati austriaci juniores
- 2 medaglie[1]:
  - 1 argento (slalom speciale nel 1992)
  - 1 bronzo (slalom gigante nel 1992)